# Lotus 78
Lotus 78 je Lotusov dirkalnik Formule 1, ki je bil v uporabi v sezonah 1977 in 1978, ko so z njim dirkali Mario Andretti, Gunnar Nilsson, Ronnie Peterson in Hector Rebaque. V sezoni 1977 je Lotus osvojil drugo mesto v konstruktorskem prvenstvu z 62-imi točkami, petimi zmagami še dvema uvrstitvama na stopničke in sedmimi najboljšimi štartnimi položaji. V naslednji sezoni 1978 je Lotus osvojil kosntruktorski naslov z 116-imi točkami in veliko prednostjo pred konkurenco, ob tem pa je Mario Andretti osvojil še dirkaški naslov. 